# Tokyo Germanistic Student
Tokyo Germanistic Student（トーキョー・ゲルマニスティック・ストゥデント）は、2003年に結成されたロックバンド。また、プロジェクト名。「Germanistic」は、独語「Germanistik」の英語表記であり、造語。「Student」も、独語からの引用であるため、読みも独語のそれに準ずる。略称はゲルマニ、TGS。

## 名前の由来
Germanistic Studentとは、独語の生徒という意味。ボーカルのHiroは、立教大学文学部独文学科に在籍しており、独文学科の友人たちとバンドを組んだことに由来する。

## メンバー
- Hiro (Vocals、2003 - )
- ゲルマニ氏（マスコットキャラクター、2003 - )

### 主なサポートメンバー
- 藤本和孝（Arrangement, Instruments）

### 旧メンバー
- 神田佑（Vocal、Guitar、2003-2005）
- 大島直史（Air Guitar、2003-2005、2010）
- 池本悠介（Bass、2003-2005）
- 荒井啓輔（Drums、2003-2005）

## 略歴
- 2003年
  - 7月3日、前身バンドとも言えるGermanistic Studentin結成。

- 2005年
Germanistic Studentin事実上の解散。その後も、Hiroは音楽活動、計画を継続。

- 2008年
  - 10月28日、SonyMusic SDグループ 「1st demo song vol.4オーディション」選考通過。

- 2010年
  - 6月11日、Germanistic Studentinを一夜復活させ、荻窪チャーリーズ・スポットにてライブ。
  - 11月28日、Germanistic Studentinから、Tokyo Germanistic Studentへと改名。ホームページ運営開始

- 2015年
  - 5月27日、「解放区」をリリース。
  - 7月28日、オリジナルTシャツ3種類、トートバッグを展開。

## ゲルマニ氏
ボーカルのHiroの独語の恩師である、ダニエルケルンがモチーフ。前身バンドとも言える、Germanistic Studentinでの活動中、締めくくりとしてライブを行う計画が持ち上がる。伴ってTシャツの制作も検討され、そこに、デフォルメされたダニエルケルンをデザインとして用いたのが始まり。

## 理念
概念無効。以下、 オフィシャルサイトより抜粋。「このバンドが持つ理念は「概念無効」。この考えは、何人も束縛を避け、自分自身が物語の主人公となるような世界を、自由に紡いでほしい、あなたにとっての幸せを追い掛けて欲しいと言う想いに基づいています。理想論だと思う人もいるかも知れません。しかし、深く考える必要は無いのです。なぜなら、「概念無効」の世界では、すでにあなたは、自分の世界を自由に作り始めているのですから。」